# Asphondylia eupatorii
Asphondylia eupatorii är en tvåvingeart som beskrevs av Ephraim Porter Felt 1911. Asphondylia eupatorii ingår i släktet Asphondylia och familjen gallmyggor. Inga underarter finns listade i Catalogue of Life.